# Pseudoclimaciella erichsonii
Pseudoclimaciella erichsonii là một loài côn trùng trong họ Mantispidae thuộc bộ Neuroptera. Loài này được Guérin-Méneville miêu tả năm 1844.